# 2002 JT139
2002 JT139 är en asteroid i huvudbältet som upptäcktes den 10 maj 2002 av NEAT vid Palomar-observatoriet.
Asteroiden har en diameter på ungefär 3 kilometer.